# Kapuzinerkloster Klausen

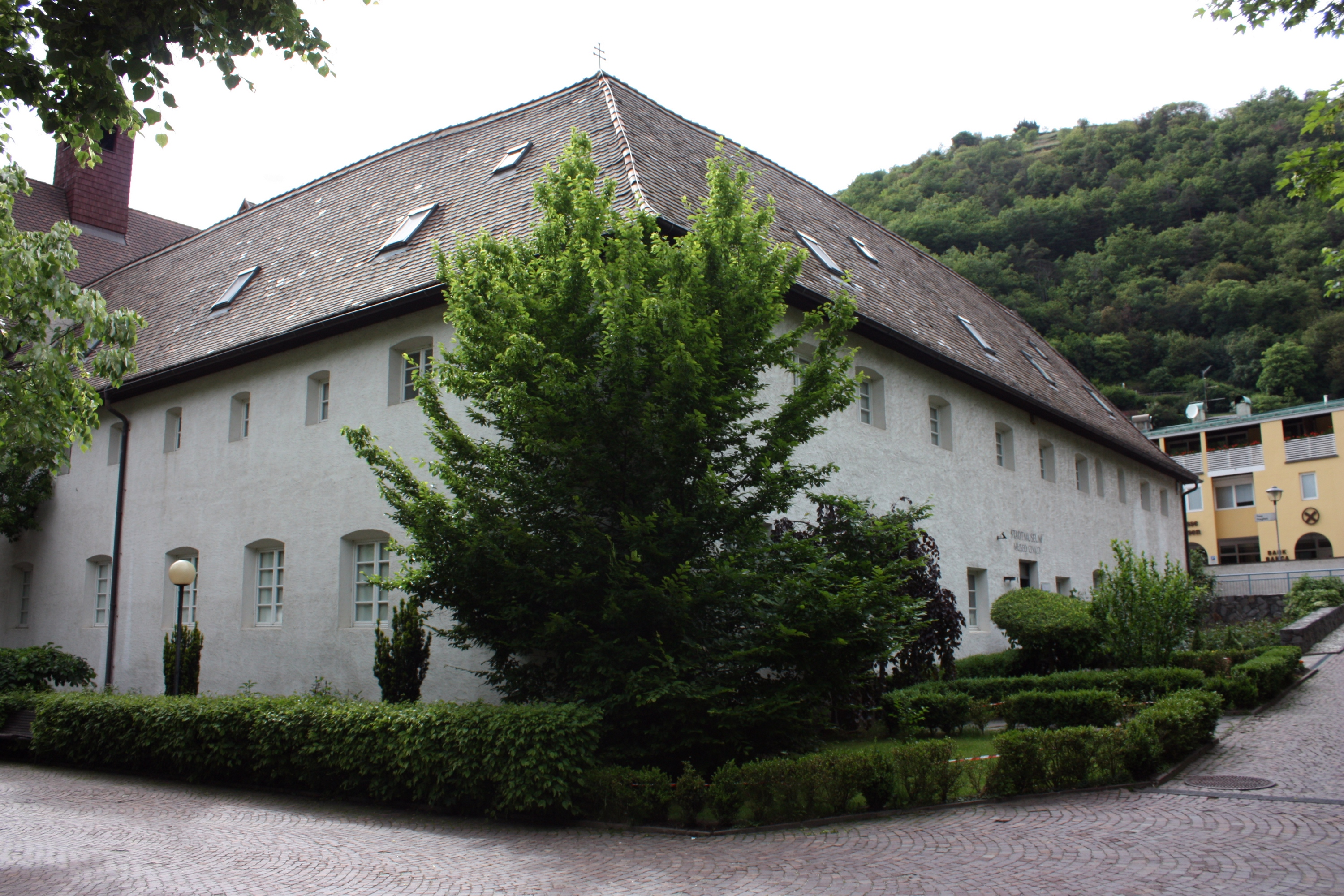
Der Konventsbau des Klosters

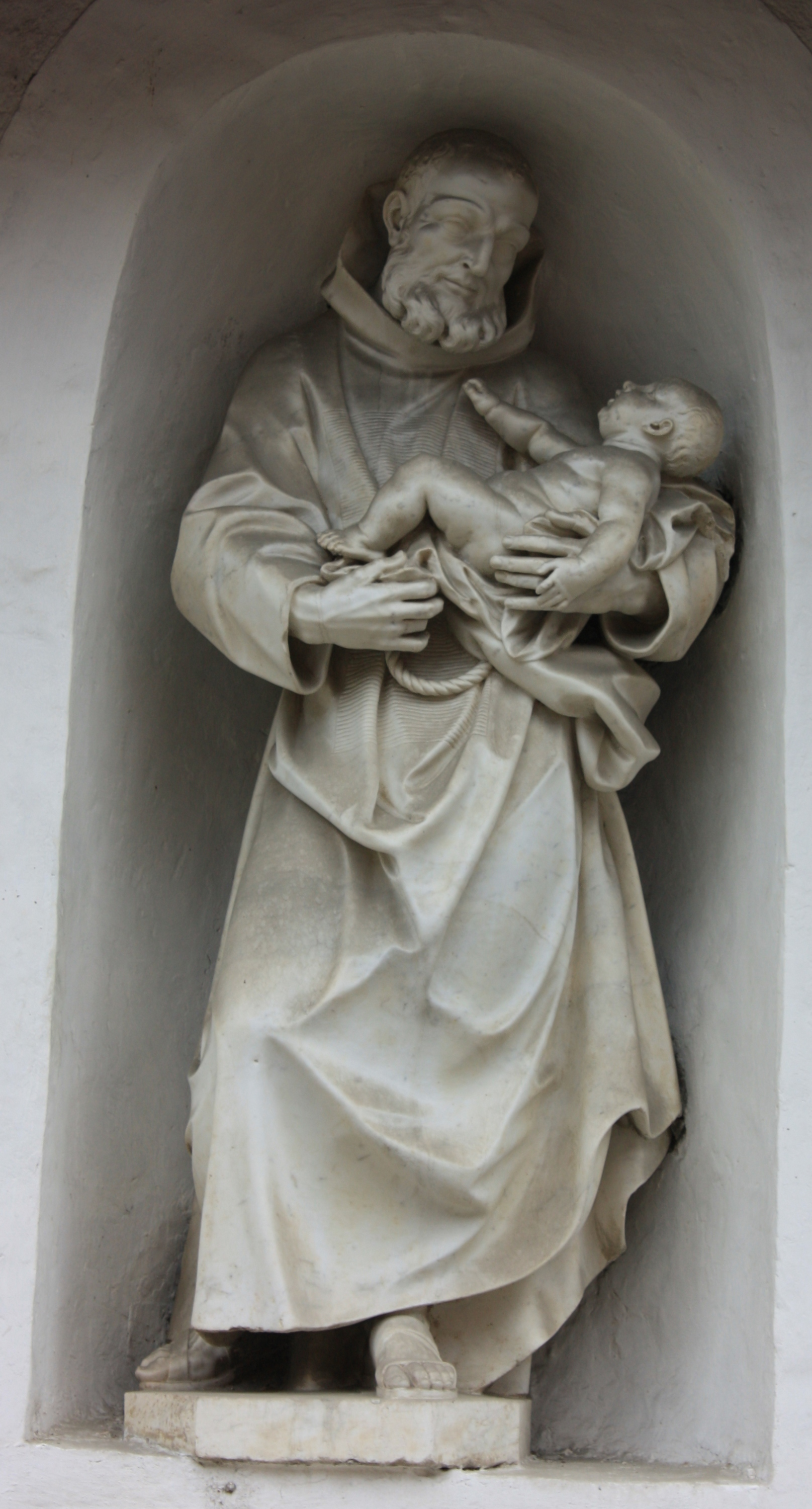
Figur des Kirchenpatrons Felix von Cantalice über dem Portal

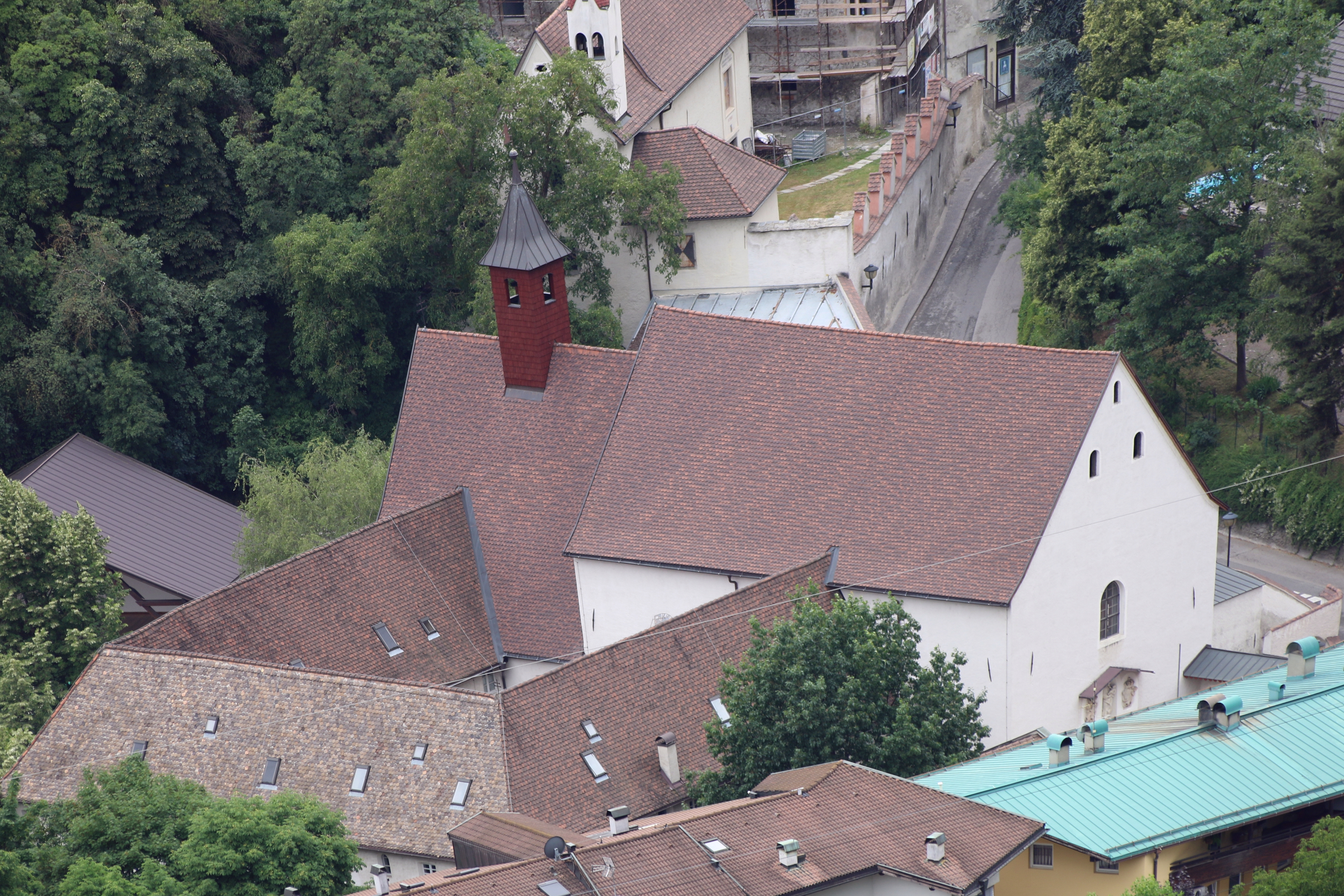
Blick auf die Gesamtanlage

Das Kapuzinerkloster Klausen, die römisch-katholische Kapuzinerkirche und die Loretokapelle bilden ein bedeutendes Ensemble südwestlich des Zentrums der Stadt Klausen in Südtirol (Italien). Die Kirche ist dem Heiligen Felix von Cantalice, dem Patron des Kapuzinerordens, geweiht. Der Komplex steht unter Denkmalschutz und ist als Teil des Museums Klausen zu besichtigen.

## Geschichte
Die Einrichtung des Kapuzinerklosters und der Bau der Kirche gehen auf Kapuzinerpater Gabriel Pontifeser (1653–1706) zurück. Dieser veranlasste als Beichtvater die spanischen Königin Maria Anna zur Stiftung dieses Klosters. Kloster und Kirche wurde von 1699 bis 1701 erbaut und vom Orden bezogen. 1702/1703 erfolgte der Bau der nahen Loretokapelle. Im Jahr 1972 verließ der Orden das Kloster.
Die Gebäude wurden von der Stadt Klausen erworben, die hier das Stadtmuseum und eine Bibliothek einrichtete. Im Museum wird unter anderem der Loretoschatz, eine Sammlung von Gemälden und sakralen Kunstgegenständen aus dem Klosterbesitz ausgestellt. Die Kunstwerke wurden dem Kloster bei Gründung vom spanischen Königshaus zugewendet.

## Baubeschreibung
Kloster und Kirche bilden eine kompakte Anlage am südwestlichen Stadtrand von Klausen. Die Kirche verfügt über einen kleinen Dachreiter anstelle eines Turms. Über dem Eingang auf befindet sich eine Statue des Kirchenpatrons Sankt Felix umrahmt vom Wappen der Stifterin Königin Maria Anna von Spanien. Seitlich des Eingangs befindet sich eine Loretogrotte mit einer Madonna umgeben von Petrus und Maria Magdalena.
Im Inneren wird die Decke der einschiffigen Kirche von einem schlichten Tonnengewölbe überwölbt. Gegenüber dem Eingang befindet sich der deutlich eingezogene Chor. Der Hochaltar im Chor zeigt ein Gemälde des heiligen Felix. Er wurde gemeinsam mit dem Altar in der Seitenkapelle von Paolo Pagini geschaffen. Der Seitenaltar zeigt die Heiligen Franziskus und Antonius von Padua mit dem Jesuskind. An der Stirnseite des Langhauses seitlich des Chors befinden sich zwei weitere Altäre. Einer zeigt die heilige Dreifaltigkeit mit Maria und Antonius. Er stammt von einem unbekannten Künstler. Der andere Altar zeigt die Heiligen Anna, Maria und Joachim. Dieser wurde von Stefano Maria Legnani geschaffen. Dieser Altar zeigt große Ähnlichkeiten mit dem Altar in der Kirche Maria von San Celso in Mailand der vom selben Künstler geschaffen wurde.
Das ehemalige Konventsgebäude befindet sich seitlich an der Kirche. Es handelt sich um einen kompakten Bau, der den Kreuzgang des Klosters umschließt. Die schlichte Fassade des zweigeschossigen Gebäudes wird von einem steilen Satteldach bekrönt. Hier befindet sich heute das Stadtmuseum von Klausen.
Wenige Meter südwestlich von Kloster und Kirche befindet sich die Loretokapelle, eine Nachbildung des Heiligen Hauses von Nazareth, das in Loreto steht.